# Азаров, Виллен Абрамович
Виллен Абрамович (Авраамович) Азаров (29 апреля 1924, Одесса — 7 января 1978, Москва) — советский кинорежиссёр и сценарист. Заслуженный деятель искусств РСФСР (1974).

## Биография
Родился в семье уполномоченного спецотделения Одесского окротдела ГПУ Авраама Марковича Азарова (настоящая фамилия — Латман, 25.10.1901 — 1977), уроженца Меджибожа, капитана госбезопасности (1936), впоследствии сотрудника УГБ НКВД БССР и майора госбезопасности (1943), и Любови Петровны Азаровой (12.10.1902 — 27.2.1968). Назван в честь В. И. Ленина.
Учился в МАИ (1941—1943), затем служил на фронте в действующей армии. В 1950 году окончил ВГИК (режиссёрский факультет), учился у Григория Козинцева.
В 1951—1953 годах — режиссёр хроники на Куйбышевской, Свердловской, Таджикской киностудиях. С 1953 года — режиссёр, с 1959 года — режиссёр-постановщик киностудии «Мосфильм». В 1965 году вступил в КПСС.
Урна с его прахом захоронена в 20 колумбарии Донского кладбища.

## Творчество
Соавтор сценариев ко многим своим фильмам, которые отличаются лиризмом и юмором, меткими жизненными наблюдениями.

### Фильмография

#### Второй режиссёр
- 1958 — Трудное счастье

#### Режиссёр
- 1959 — Всё начинается с дороги (совместно с Николаем Досталем)
- 1961 — Взрослые дети
- 1963 — Это случилось в милиции
- 1963 — Зелёный огонёк
- 1968 — Путь в «Сатурн»
- 1968 — Конец «Сатурна»
- 1970 — Поезд в завтрашний день
- 1972 — Бой после победы
- 1973 — Неисправимый лгун[6][7].

## Звания и награды
- Заслуженный деятель искусств РСФСР (1974)[6].